# Асимптотическая ветвь гигантов

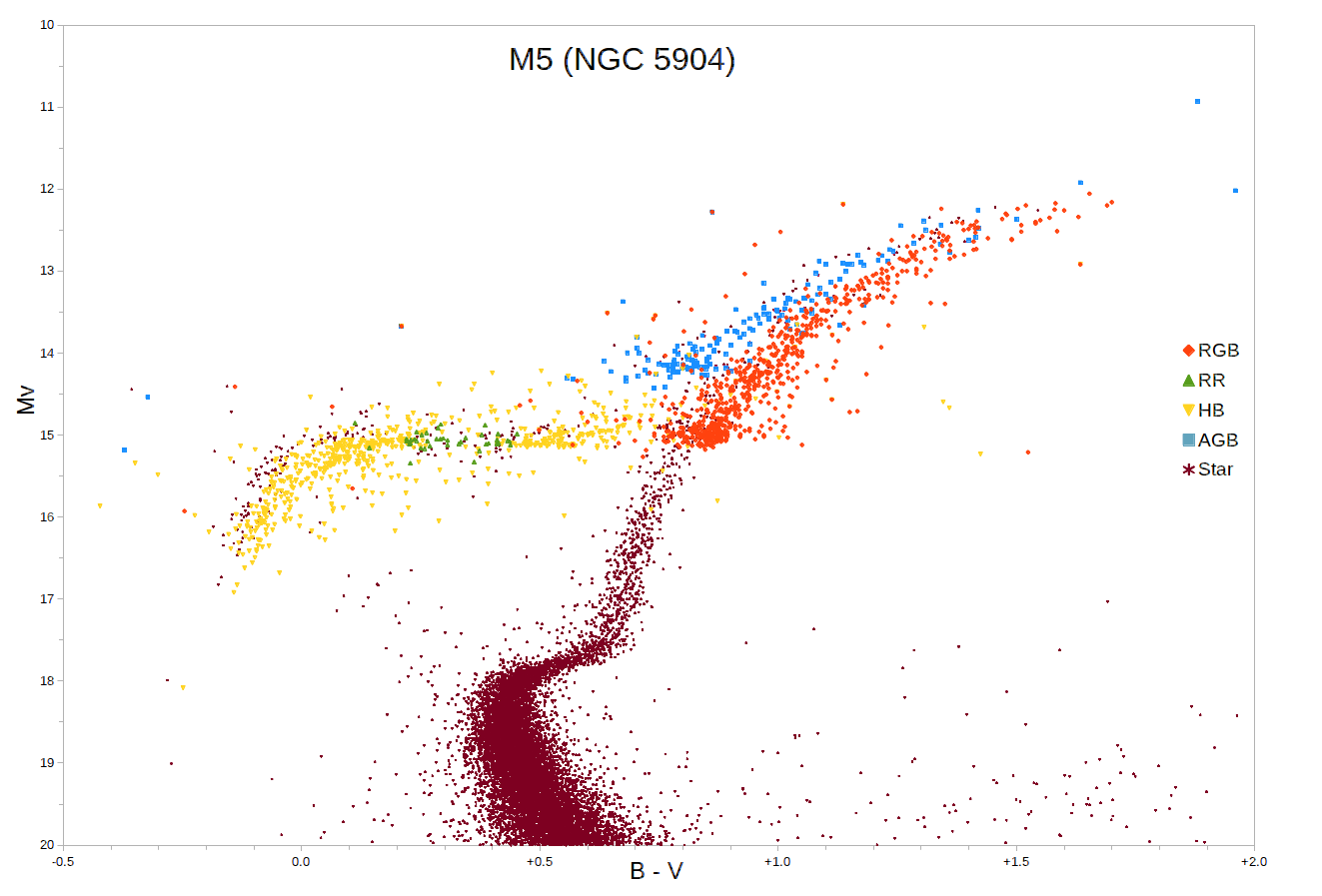
Диаграмма Герцшпрунга — Рассела для шарового звёздного скопления M 5. Звёзды асимптотической ветви гигантов отмечены голубым цветом

Асимптоти́ческая ветвь гига́нтов — поздняя стадия эволюции звёзд небольшой и средней массы. Звёзды на эволюционном этапе асимптотической ветви гигантов имеют низкие температуры и большие размеры и светимости. Поэтому на диаграмме Герцшпрунга — Рассела такие звёзды занимают определённую область, также называемую асимптотической ветвью гигантов. Они часто переменны, и у них наблюдается сильный звёздный ветер.
Этой стадии предшествует либо стадия горизонтальной ветви, либо стадия голубой петли, в зависимости от массы звезды. Асимптотическая ветвь гигантов делится на две части: раннюю асимптотическую ветвь гигантов и фазу тепловых пульсаций. Последняя характеризуется быстрой потерей массы и периодической сменой источников энергии звезды.
Наиболее массивные звёзды на этой стадии испытывают углеродную детонацию и становятся сверхновыми либо эволюционируют дальше как сверхгиганты, но остальные звёзды завершают эту стадию сбросом оболочки и превращением в планетарную туманность, а затем в белый карлик. Солнце также пройдёт эту стадию в будущем.

## Характеристики
Звёзды асимптотической ветви гигантов имеют низкие температуры и поздние спектральные классы — в основном M, S и C, но большие размеры и высокие светимости. Поэтому, с учётом класса светимости, они относятся к красным гигантам или сверхгигантам.
На асимптотической ветви гигантов оказываются звёзды с начальными массами не менее 0,5 M⊙, но не более 10 M⊙, что обусловлено ходом эволюции звёзд (см. ниже). Внешние слои таких звёзд очень разрежены, поэтому у них наблюдается сильный звёздный ветер, приводящий к быстрой потере массы, до 10−4 M⊙ в год.
Ядра таких звёзд состоят из углерода и кислорода. Вокруг ядра располагается оболочка из гелия, которая, в свою очередь, окружена протяжённой водородной оболочкой. Конвективная зона занимает большую часть внешней оболочки. В ядрах не идёт термоядерный синтез, но он идёт в оболочках звезды (слоевых источниках) либо в одной из них: в гелиевой оболочке происходит горение гелия, а на границе гелиевой и водородной оболочек — превращение водорода в гелий, в первую очередь посредством CNO-цикла.
Звёзды на эволюционной стадии асимптотической ветви гигантов хорошо видны в шаровых звёздных скоплениях — на диаграмме Герцшпрунга — Рассела они занимают область, которая также называется асимптотической ветвью гигантов. Они ярче звёзд, относящихся к ветви красных гигантов при одинаковых спектральных классах. На диаграмме Герцшпрунга — Рассела обе эти ветви идут практически параллельно, сближаются в области наибольших светимостей, но не пересекаются. Благодаря этому верхняя ветвь называется асимптотической, как и стадия эволюции, соответствующая этой ветви.
Примером звезды асимптотической ветви гигантов может служить R Скульптора.

### Переменность

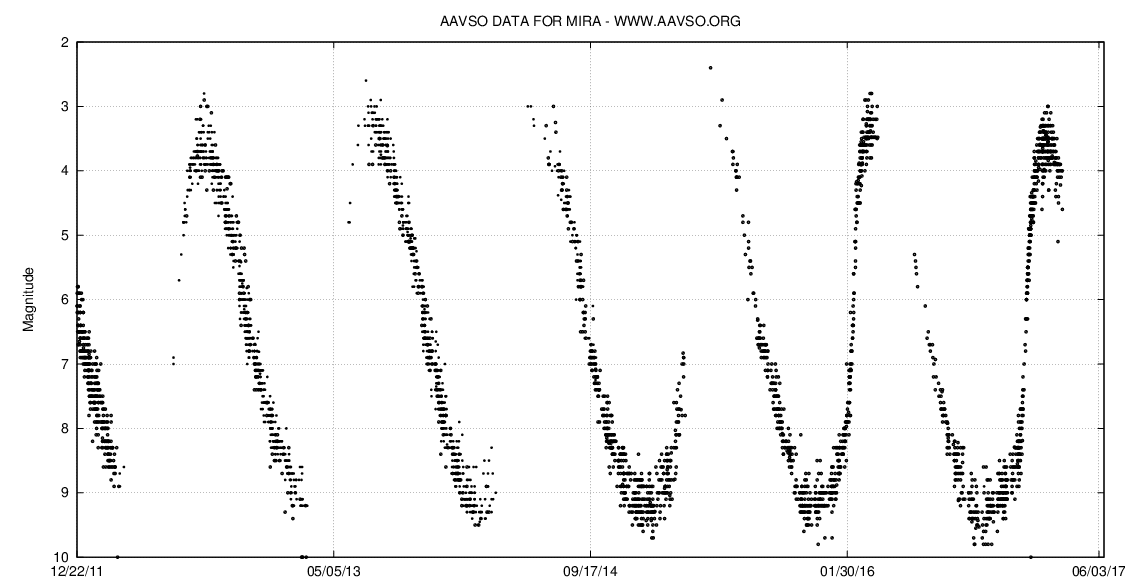
Кривая блеска Миры — прототипа класса мирид

Звёзды асимптотической ветви гигантов часто бывают переменными различных типов. Те звёзды, которые достаточно остыли и увеличились в размере в ходе эволюции, становятся долгопериодическими переменными — этот тип переменных звёзд довольно разнороден, и звёзды асимптотической ветви гигантов могут относиться к двум его подтипам. Первый тип — мириды, отличающиеся периодическими пульсациями и очень большой амплитудой изменения яркости, второй — полуправильные переменные с меньшей амплитудой изменения блеска и менее регулярными колебаниями.
Также в ходе эволюции такие звёзды могут пересекать полосу нестабильности и становиться пульсирующими переменными типа BL Геркулеса или типа W Девы.

## Эволюция

Эволюционный трек звезды солнечной массы

Эволюционный трек звезды массой 5

Звёзды переходят на асимптотическую ветвь гигантов, когда в их ядре заканчивается гелий, а термоядерный синтез с его участием продолжается вокруг ядра, состоящего из углерода и кислорода. В зависимости от начальной массы, этой стадии эволюции предшествует стадия горизонтальной ветви (или красного сгущения) либо голубой петли. Нижний предел массы для попадания на эту стадию — 0,5 M⊙, так как менее массивные звёзды неспособны запустить горение гелия, а верхний предел — около 10 M⊙: в более массивных звёздах реакции с участием гелия начинаются вскоре после схода с главной последовательности, и звёзды становятся сверхгигантами.

### Ранняя асимптотическая ветвь гигантов
После перехода на асимптотическую ветвь гигантов звезда начинает увеличиваться в размере и охлаждаться; для звёзд небольшой массы эволюционный трек на этой стадии проходит близко к треку на ветви красных гигантов, лишь при немного бо́льших температурах для той же светимости. Для более массивных звёзд это не так: асимптотическая ветвь для них проходит в области бо́льших светимостей, чем ветвь красных гигантов. Однако в обоих случаях процессы в звезде имеют сходство с происходящими в звёздах на ветви красных гигантов.
Изначально на этой стадии термоядерный синтез идёт в двух слоевых источниках: в гелиевом и в водородном. По мере расширения звезды водородная оболочка охлаждается и становится менее плотной, поэтому термоядерные реакции в ней прекращаются. У маломассивных звёзд это приводит ко временному уменьшению размера и светимости. После этого звезда снова продолжает расширяться и становиться ярче и в результате на диаграмме Герцшпрунга — Рассела на некоторое время задерживается в одной области. В многочисленных звёздных популяциях большого возраста в этой области одновременно может находиться много звёзд асимптотической ветви гигантов. В англоязычной литературе эта область называется AGB clump (букв. «сгущение на асимптотической ветви гигантов»).
Расширение звезды и выключение водородного слоевого источника приводит к тому, что конвективная оболочка распространяется на всё более глубокие области, и в звёздах массивнее 3—5 M⊙ (в зависимости от химического состава) случается второе вычерпывание, при котором на поверхность выносится значительная масса, до 1 M⊙ для наиболее массивных звёзд, гелия и азота.
В любом случае до тех пор, пока горение гелия идёт в оболочке вокруг инертного ядра, звезда находится на так называемой ранней асимптотической ветви гигантов. Дальнейшая эволюция на асимптотической ветви гигантов проходит гораздо быстрее, а её характер зависит от массы звезды.
Переход Солнца на асимптотическую ветвь гигантов случится приблизительно через 7,8 миллиарда лет, когда его возраст будет составлять около 12,3 миллиарда лет. К этому моменту Солнце будет иметь массу около 0,71 M⊙, светимость 44 L⊙, температуру 4800 K и радиус 9,5 R⊙. Через 20 миллионов лет после этого ранняя асимптотическая ветвь гигантов для Солнца завершится: к тому моменту его масса сократится до 0,59 M⊙, а температура — до 3150 K. Радиус увеличится приблизительно до 130 R⊙, а светимость — до 2000 L⊙. Точные же параметры Солнца зависят от того, какую часть массы оно потеряет.

### Дальнейшая эволюция

Изменение параметров звезды на стадии тепловых пульсаций

Ход дальнейшей эволюции звезды зависит от её массы. У всех звёзд на асимптотической ветви гигантов имеется ядро из углерода и кислорода. Изначально оно инертно, но его масса постепенно увеличивается, ядро уплотняется и становится вырожденным. Если масса звезды достаточно велика, то в ней происходит углеродная детонация — взрывообразный запуск ядерного горения углерода. Это явление похоже на гелиевую вспышку, но мощнее, и может привести ко взрыву звезды как сверхновой, но также возможно, что звезда уцелеет и продолжит эволюцию по сценарию сверхгиганта. Таким образом, наиболее массивные звёзды на этой стадии эволюции часто рассматриваются как переходный тип звёзд между менее массивными звёздами асимптотической ветви гигантов и сверхгигантами.
Минимальная начальная масса звезды, при которой эволюция идёт по такому сценарию, является чувствительной функцией химического состава. Для звёзд с металличностью, близкой к солнечной, а также очень бедных металлами, это значение составляет около 8 M⊙. Минимум функции достигается при доле элементов тяжелее гелия, равной 0,001, — в этом случае необходимая для углеродной детонации масса составляет лишь 4 M⊙.

#### Стадия тепловых пульсаций
Если звезда имеет массу меньше вышеописанного предела, то её ядро остаётся инертным. Горение гелия в слоевом источнике продолжается до тех пор, пока весь гелий в нём не закончится — в этот момент звезда переходит на стадию тепловых пульсаций (англ. thermally pulsating AGB phase). После этого оболочка резко сжимается и нагревается, в результате чего в ней начинается синтез гелия из водорода.
В ходе этого процесса вокруг ядра снова накапливается гелий, который постепенно уплотняется и нагревается. Когда масса накопленного гелия превышает некоторый предел, зависящий от массы ядра, начинается горение гелия: например, при массе ядра в 0,8 M⊙ предельная масса гелия составляет 10−3 M⊙, и чем больше масса ядра, тем меньше предельная масса гелия. В этом процессе наблюдается положительная обратная связь: термоядерные реакции повышают температуру, которая, в свою очередь, увеличивает темп термоядерных реакций — происходит слоевая гелиевая вспышка, мощность которой может достигать 107—108 L⊙. Это событие приводит к расширению внешних оболочек и прекращению реакций в водородном слоевом источнике, а потом и к расширению самого слоевого источника и прекращению положительной обратной связи.
Описанный выше процесс называется тепловой пульсацией (англ. thermal pulse) и длится порядка нескольких сотен лет. После этого идёт более длительная фаза горения гелия с постоянной мощностью, а когда гелий исчерпывается — он снова начинает синтезироваться из водорода, после чего происходит следующая тепловая пульсация. Пульсации могут происходить многократно в одной звезде, а период между ними зависит от массы ядра и уменьшается с её ростом.
После каждой тепловой пульсации в звёздах происходит распространение конвективной зоны на бо́льшую глубину. У звёзд с начальной массой более 1,2—1,5 M⊙ она проникает достаточно глубоко, чтобы случилось третье вычерпывание, при котором на поверхность выносятся гелий, углерод и элементы, возникающие при s-процессе. В результате после какого-то числа тепловых пульсаций на поверхности звезды углерода оказывается больше, чем кислорода, и звезда становится углеродной звездой.
У звёзд массивнее 6—7 M⊙ наиболее глубокие части конвективной зоны могут иметь настолько высокую температуру, что в них происходит термоядерный синтез, продукты которого сразу же выносятся на поверхность. Из-за этого явления, в англоязычной литературе имеющего название hot-bottom burning, углерод во внешних слоях звезды превращается в азот, что препятствует появлению углеродных звёзд. Кроме того, поверхность таких звёзд сильно обогащается литием: в частности, практически во всех долгопериодических переменных содержание этого элемента на поверхности на три порядка больше, чем было бы в отсутствие такого явления.
Также именно на этой стадии наблюдается наиболее сильный звёздный ветер, темп потери массы из-за которого может доходить до 10−4 M⊙ в год. Кроме того, наблюдается зависимость между темпом потери массы и периодом переменности звёзд, а также со скоростью самого звёздного ветра.
Солнце будет находиться на стадии тепловых пульсаций всего лишь 400 тысяч лет. Численное моделирование этой стадии является сложной задачей, на его результаты влияет и то, что процессы потери массы звёздами изучены недостаточно. Согласно наиболее правдоподобному сценарию, к концу этой стадии масса Солнца сократится до 0,54 M⊙, оно переживёт 4 тепловые пульсации, его радиус будет колебаться в пределах 50—200 R⊙, а светимость — от 500 до 5000 L⊙. Максимальный радиус Солнца при этом составит 0,99 а. е., что больше современной орбиты Венеры, но из-за потери Солнцем массы Венера к тому моменту перейдёт на более далёкую орбиту и избежит поглощения звездой. Тем не менее также был рассмотрен сценарий, при котором Солнце в течение жизни теряет массу более медленно — в таком случае оно переживёт 10 тепловых пульсаций, достигнет большего радиуса, а планеты слабее изменят орбиты, в результате чего Солнце поглотит и Венеру, и Землю. Меркурий же в любом случае окажется поглощён Солнцем ещё на ветви красных гигантов.

#### Сход с асимптотической ветви гигантов
Количество тепловых пульсаций, которые испытывает звезда, ограничено массой водородной оболочки, которая постепенно снижается из-за сильного звёздного ветра и горения водорода в слоевом источнике. Когда масса оболочки уменьшается до нескольких тысячных долей массы Солнца, синтез гелия прекращается. Звезда покидает асимптотическую ветвь гигантов, оболочки из водорода и гелия начинают быстро сжиматься. При этом температура на поверхности звезды увеличивается, а светимость остаётся практически постоянной. Звезда и выброшенное ей вещество становятся протопланетарной туманностью, а когда температура звезды увеличивается до 30 тыс. K и вещество ионизуется — планетарной туманностью.
Пример звезды, находящейся на этой стадии, — Barnard 29 в скоплении M 13. Для Солнца сход с асимптотической ветви гигантов займёт лишь 100 тысяч лет, и его светимость в это время будет составлять около 3500 L⊙. Во время перехода максимальная температура Солнца составит 120 тыс. K, а радиус уменьшится до 0,08 R⊙.
Дальнейшая эволюция может идти по различным сценариям. Первый, наиболее простой и вероятный — звезда, лишившаяся источников энергии, будет постепенно остывать и тускнеть, став белым карликом. Второй путь реализуется, если при сжатии звезды гелиевая оболочка нагревается достаточно, чтобы произошла ещё одна, финальная, тепловая пульсация — в результате звезда на короткое время возвращается к асимптотической ветви гигантов, после чего снова сжимается и превращается в белый карлик. Пример такой звезды — FG Стрелы. Наконец, существует ещё один вариант — при нём оболочка из водорода нагревается достаточно, чтобы началось его горение с положительной обратной связью. При этом должна наблюдаться вспышка новой звезды, после чего образуется белый карлик, на поверхности которого может полностью отсутствовать водород.

## История изучения
Асимптотическая ветвь гигантов была впервые выделена из множества остальных красных гигантов в работе Хэлтона Арпа 1955 года. В то же время обретала современный вид и теория эволюции звёзд: в 1954 году Аллан Сэндидж установил, что звёзды становятся красными гигантами после схода с главной последовательности. С того времени эволюция звёзд была глубоко изучена, равно как и свойства звёзд асимптотической ветви гигантов, однако некоторые детали касательно этих звёзд остаются неизвестными. Наименее изученными остаются самые массивные звёзды асимптотической ветви гигантов, с определённого момента эволюционирующие как сверхгиганты: первые работы, посвящённые таким звёздам, были проделаны только в 1990-х годах.